# Lyft
Lyft è un'impresa di trasporti statunitense privata con sede a San Francisco in California fondata nel luglio 2012 da Logan Green e John Zimmer.

## Storia
L'applicazione per telefoni cellulari della società facilita la condivisione di autovetture da pari a pari, collegando le persone che hanno bisogno di un passaggio in auto con i guidatori proprietari di un'auto. Lyft ora opera in oltre 200 città statunitensi ed è valutata 11 miliardi di dollari.